# Heteronychus vixstriatus
Heteronychus vixstriatus är en skalbaggsart som beskrevs av William Jack 1923. Heteronychus vixstriatus ingår i släktet Heteronychus och familjen Dynastidae. Inga underarter finns listade i Catalogue of Life.